# James Reeves (écrivain)
Pour les articles homonymes, voir Reeves, John Morris et Morris.
John Morris Reeves (1er juillet 1909 – 1er mai 1978) est un écrivain britannique, plus connu sous son nom de plume James Reeves, principalement pour ses poèmes, pièces de théâtre, livres pour enfants, ainsi que ses anthologies de prose et poésie et recueils de chansons traditionnelles anglaises. Il a également été un critique littéraire réputé dans son pays.
James Reeves a notamment signé en 1956 une traduction anglaise abrégée du roman Vingt mille lieues sous les mers de Jules Verne, sous le titre 20,000 Leagues Under the Sea.